# Staub (motorfiets)
Staub is een historisch Frans merk van inbouwmotoren. Men produceerde eigen tweetaktmotoren, maar maakte ook JAP-viertaktmotoren in licentie. Waarschijnlijk begon de productie in de twee helft van de jaren twintig en eindigde deze rond het uitbreken van de Tweede Wereldoorlog.